# 로베르트 폰 몰

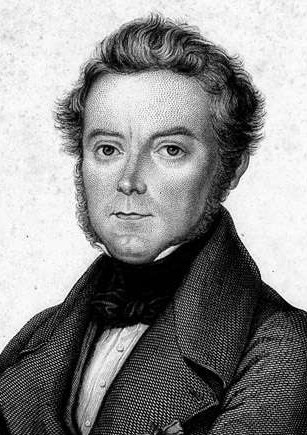
로베르트 폰 몰 (크리스토프 프리드리히 되르의 강판화, 1830년대)

로베르트 폰 몰(Robert von Mohl, 1799년 8월 17일 슈투트가르트 ~ 1875년 11월 5일 베를린)은 독일의 법학자이자 정치가였다. 1827년부터 1846년까지 튀빙겐 대학교에서 국가학 교수로 재직하였으며, 1848년 프랑크푸르트 국민의회와 독일제국 제국의회를 비롯한 여러 의회의 의원을 역임하였다. 1848~1849년에는 프랑크푸르트 국민의회가 만든 임시 중앙 정부의 법무장관을 지내기도 했다.
학자로서 몰은 "법치국가(Rechtsstaat)의 개념을 더 널리 보급한 사람으로 여겨지지만, 이것은 "귀족주의적인" 경찰국가와 단순히 반대되는 것은 아니었다. 몰은 보통선거권 부여와 국가형태로서 공화국에 반대 입장이었다.
16세기 이래 뷔르템베르크에 연고를 둔 공무원집안에서 태어난 몰의 형제로는 후고 폰 몰(Hugo von Mohl)과 모리츠 몰, 율리우스 폰 몰(Julius von Mohl)이 있으며, 자식으로는 물리학자 헤르만 폰 헬름홀츠의 아내인 안나 폰 몰(Anna Von Mohl, 1834~1899)과 프로이센 육군 소령인 에르빈 폰 몰(Erwin von Mohl, 1839~1895), 외교관인 오트마르 폰 몰(Ottmar von Mohl, 1846~1922)을 두었다.